# Campionati europei di bob 2017
I Campionati europei di bob 2017, cinquantunesima edizione della manifestazione organizzata dalla Federazione Internazionale di Bob e Skeleton, si sono tenuti dal 13 al 15 gennaio 2017 a Winterberg, in Germania, sulla pista Veltins-Eisarena, il tracciato sul quale si svolsero le rassegne continentali del 1979, del 1989, del 1999, del 2003 e del 2011. La località della Renania Settentrionale-Vestfalia ha quindi ospitato le competizioni europee per la sesta volta nel bob a due uomini e nel bob a quattro e per la seconda nel bob a due donne. Anche questa edizione si è svolta con la modalità della "gara nella gara", contestualmente alla quarta tappa della Coppa del Mondo 2016/2017 e ai campionati europei di skeleton 2017.
Il 16 gennaio 2019 la IBSF confermò le sanzioni inflitte ad Aleksandr Kas'janov, Il'vir Chuzin, Aleksej Puškarëv e Maksim Belugin in seguito alla vicenda doping emersa dopo le olimpiadi di Soči 2014, sospendendo Kas'janov, Chuzin e Puškarëv sino al 12 dicembre 2020, e Belugin sino all'8 giugno 2019, escludendoli da tutti i risultati ufficiali ottenuti dal 14 febbraio 2014 sino a quelle date, pertanto essi sono stati squalificati da tutti gli eventi a cui hanno preso parte in questa rassegna continentale.

## Risultati

### Bob a due uomini
La gara è stata disputata il 13 e il 14 gennaio 2017 nell'arco di due manches ed hanno preso parte alla competizione 20 compagini in rappresentanza di 12 differenti nazioni.
| Pos. | Atleti                              | Nazione     | Tempo   | Distacco |
| ---- | ----------------------------------- | ----------- | ------- | -------- |
|      | Francesco Friedrich Thorsten Margis | Germania    | 1:51.67 |          |
|      | Johannes Lochner Joshua Bluhm       | Germania    | 1:52.38 | +0.71    |
|      | Oskars Ķibermanis Matīss Miknis     | Lettonia    | 1:52.44 | +0.77    |
| 4    | Aleksej Stul'nev Kirill Antjuch     | Russia      | 1:52.54 | +0.87    |
| 5    | Rico Peter Thomas Amrhein           | Svizzera    | 1:52.75 | +1.08    |
| 5    | Uģis Žaļims Jānis Jansons           | Lettonia    | 1:52.75 | +1.08    |
| 7    | Benjamin Maier Markus Sammer        | Austria     | 1:52.87 | +1.20    |
| 8    | Beat Hefti Michael Kuonen           | Svizzera    | 1:53.22 | +1.55    |
| 9    | Bruce Tasker Toby Olubi             | Regno Unito | 1:53.23 | +1.56    |
| 10   | Nico Walther Kevin Kuske            | Germania    | 1:53.24 | +1.57    |

### Bob a quattro
La gara è stata disputata il 15 gennaio 2017 nell'arco di due manches ed hanno preso parte alla competizione 20 compagini in rappresentanza di 12 differenti nazioni.
| Pos. | Atleti                                                            | Nazione     | Tempo   | Distacco |
| ---- | ----------------------------------------------------------------- | ----------- | ------- | -------- |
|      | Johannes Lochner Sebastian Mrowka Joshua Bluhm Christian Rasp     | Germania    | 1:48.95 |          |
|      | Nico Walther Kevin Kuske Kevin Korona Eric Franke                 | Germania    | 1:49.40 | +0.45    |
|      | Benjamin Maier Stefan Laussegger Markus Sammer Dănuț Ion Moldovan | Austria     | 1:49.42 | +0.47    |
| 4    | Aleksej Stul'nev Vasilij Kondratenko Il'vir Chuzin Roman Košelev  | Russia      | 1:49.62 | +0.67    |
| 4    | Francesco Friedrich Candy Bauer Martin Grothkopp Thorsten Margis  | Germania    | 1:49.62 | +0.67    |
| 6    | Maksim Andrianov Pëtr Moiseev Il'ja Malych Ruslan Samitov         | Russia      | 1:49.83 | +0.88    |
| 7    | Oskars Ķibermanis Jānis Jansons Matīss Miknis Raivis Zīrups       | Lettonia    | 1:49.87 | +0.92    |
| 8    | Lamin Deen Toby Olubi Joel Fearon Ben Simons                      | Regno Unito | 1:50.34 | +1.39    |
| 9    | Rico Peter Bror van der Zijde Simon Friedli Thomas Amrhein        | Svizzera    | 1:50.43 | +1.48    |
| 10   | Uģis Žaļims Helvijs Lūsis Dāvis Spriņģis Kaspars Brezinskis       | Lettonia    | 1:50.48 | +1.53    |

### Bob a due donne
La gara è stata disputata il 13 gennaio 2017 nell'arco di due manches ed hanno preso parte alla competizione 11 compagini in rappresentanza di 6 differenti nazioni.
| Pos. | Atlete                                   | Nazione     | Tempo   | Distacco |
| ---- | ---------------------------------------- | ----------- | ------- | -------- |
|      | Mariama Jamanka Annika Drazek            | Germania    | 1:54.50 |          |
|      | Nadežda Sergeeva Anastasija Kočeržova    | Russia      | 1:55.02 | +0.52    |
|      | Christina Hengster Jennifer Onasanya     | Austria     | 1:55.60 | +1.10    |
| 4    | Aleksandra Rodionova Julija Šokšueva     | Russia      | 1:55.70 | +1.20    |
| 5    | Elfje Willemsen Sophie Vercruyssen       | Belgio      | 1:55.81 | +1.31    |
| 5    | Christin Senkel Ann-Christin Strack      | Germania    | 1:55.81 | +1.31    |
| 7    | Mica McNeill Montell Douglas             | Regno Unito | 1:55.85 | +1.35    |
| 8    | An Vannieuwenhuyse Sara Aerts            | Belgio      | 1:56.08 | +1.58    |
| 9    | Maria Adela Constantin Erika Anett Halai | Romania     | 1:56.55 | +2.05    |
| 10   | Andreea Grecu Olivia Franciska Vild      | Romania     | 1:57.45 | +2.95    |

## Medagliere
| Posizione | Paese    | Oro | Argento | Bronzo | Totale |
| --------- | -------- | --- | ------- | ------ | ------ |
| 1         | Germania | 3   | 2       | 0      | 5      |
| 2         | Russia   | 0   | 1       | 0      | 1      |
| 3         | Austria  | 0   | 0       | 2      | 2      |
| 4         | Lettonia | 0   | 0       | 1      | 1      |
| Totale    | Totale   | 3   | 3       | 3      | 9      |